# Rádio São Paulo
Rádio São Paulo é uma estação de rádio brasileira. Sediada em São Paulo, ela opera no dial FM na frequência 79.5 MHz, já operou por muitos anos em AM 960 KHz. Atualmente pertence à Igreja Universal do Reino de Deus e funciona em conjunto com a 99.5 FM. Seus transmissores estão localizados na Torre Grande Avenida, onde está a antena da RecordTV.

## História
A emissora surgiu a partir da Rádio Club de São Paulo, fundada em 1924 por João Batista "Pipa" do Amaral e extinta dois anos depois. A Rádio São Paulo PRA 5 foi fundada em março de 1934 pelo próprio João Batista do Amaral e por seu cunhado Paulo Machado de Carvalho. No mesmo ano, estreou o programa humorístico A Cascatinha do Genaro.
Em 25 de janeiro de 1936, no aniversário de São Paulo, o repórter João Ferreira Fontes iniciou o serviço de reportagem volante, fato inédito no Brasil e na América do Sul, cobrindo as festividades pela cidade. Em 1940 juntou-se às Emissoras Unidas controladas por Paulo Machado de Carvalho, entre as quais faziam parte a Rádio Record a Rádio Cultura e a Rádio Excelsior, e viriam a fazer parte a Rádio Panamericana e a Rádio Bandeirantes.
No ano seguinte, a emissora estreou nas radionovelascom A Predestinada.Ela mantinha um grande elenco de radioatores e autores, como Oduvaldo Vianna e Waldemar Ciglioni, chegando a transmitir 16 radionovelas diáriase a ser líder de audiência desse segmento no rádio paulistano. Uma das radionovelas transmitidas pela emissora em 1961 foi A Mulher Que Perdeu a Sombra, com a participação das atrizes Arlete Montenegro, Gessi Fonseca, Nícia Soares e Mirthes Grisoli.Em 1967, a rádio foi comprada por Ulysses Newton Ferreira, proprietário das Emissoras Coligadas.
Foi na Rádio São Paulo onde o então desconhecido locutor Eli Corrêa iniciou sua trajetória de sucesso no rádio, em 1972.
Em outubro de 1973, o presidente Médici assinou decreto cassando as concessões de sete emissoras, entre elas a Rádio 9 de Julho e a Rádio São Paulo, que saiu do ar no final do mesmo ano.
Em 1974, a família Saad, da Rede Bandeirantes, adquiriu a antiga Rádio Cometa, que teve sua frequência alterada para 1300 kHz em 1975e a rebatizou como Rádio Jornal de São Paulo,que foi assim chamada até 1981, quando passou a se chamar Rádio São Paulo. No ano seguinte, ela mudou-se para a frequência de 960 kHz antes pertencente à Rádio Difusora. Nessa época, a emissora contava com uma progrmação popular comandada por nomes como Afanásio Jazadji, Octávio Pimentel, Altieris Barbiero, Fiori Gigliotti e Moraes Sarmento, além de ser o segundo canal da Rádio Bandeirantes nas transmissões esportivas. No ano de 1987, em parceria com a Secretaria Municipal de Transportes, estreou o programa São Paulo Rádio Trânsito, dedicado a informações sob a situação do tráfego da cidade. Vinte anos depois, o Grupo Bandeirantes lançou uma emissora para esta finalidade, a Rádio Trânsito.
Em 1989 a Rádio São Paulo foi vendida para Edir Macedo. Atualmente transmite a programação da Igreja Universal do Reino de Deus gerada pela Rede Aleluia. A emissora tem uma programação religiosa e de jornalismo.
Em agosto de 2022, a emissora foi autorizada a operar em 79.5 MHz do FM estendido em caráter experimental, e entrou no ar em outubro do mesmo ano.  